# Брак, свеска прва
„Брак, свеска прва“ је југословенски филм из 1974. године. Режирао га је Божидар Матковић, а сценарио је писао Бранислав Нушић.

## Улоге
| Глумац            | Улога |
| ----------------- | ----- |
| Светлана Бојковић |       |
| Милош Жутић       |       |